# Трифторид-дихлорид мышьяка
Трифторид-дихлорид мышьяка — неорганическое соединение,
смешанный хлорид-фторид мышьяка с формулой AsCl2F3,
бесцветные кристаллы.

## Получение
- Действие хлора на трифторид мышьяка:

{\displaystyle {\mathsf {AsF_{3}+Cl_{2}\ {\xrightarrow {}}\ AsCl_{2}F_{3}}}}

## Физические свойства
Трифторид-дихлорид мышьяка образует бесцветные кристаллы
тетрагональной сингонии,
пространственная группа P 4/n,
параметры ячейки a = 0,875 нм, c = 0,623 нм
.
Молекулы димерны и имеют строение [AsCl4]+[AsF6]−.
При нагревании в вакууме получается мономерный AsCl2F3 с температурой плавления -75°С.